# Lulkowo (województwo kujawsko-pomorskie)
Lulkowo – wieś w Polsce położona w województwie kujawsko-pomorskim, w powiecie toruńskim, w gminie Łysomice, około 9,5 km na północ od Torunia. Tworzy obręb ewidencyjny o obszarze 1062 ha na którym, według Narodowego Spisu Powszechnego (III 2011 r.) mieszkało 488 osób. Jest szóstą co do wielkości miejscowością gminy Łysomice.
Do 1954 roku miejscowość była siedzibą gminy Lulkowo. W latach 1954–1961 wieś należała i była siedzibą władz gromady Lulkowo, po jej zniesieniu w gromadzie Łysomice. W latach 1975–1998 miejscowość administracyjnie należała do województwa toruńskiego. Urodził się tu m.in. Tomasz Chrzanowski (żużlowiec) (ur. 1980).

## Opis
Przy głównej drodze znajduje się jednostka ochotniczej straży pożarnej. W miejscowości otwarta jest także biblioteka publiczna oraz przedszkole. Ze względu na powstanie w okolicy Pomorskiej Specjalnej Strefy Ekonomicznej możliwa jest dalsza rozbudowa infrastruktury wsi.

## Komunikacja
Przez Lulkowo przebiega Droga wojewódzka nr 552 łącząca miejscowość z Łysomicami z jednej strony i Piwnicami z drugiej. Latem 2007 roku droga została zmodernizowana (położono nową nawierzchnię), a na jednej z podrzędnych ulic zamontowano dwa progi zwalniające.

## Zabytki i historia

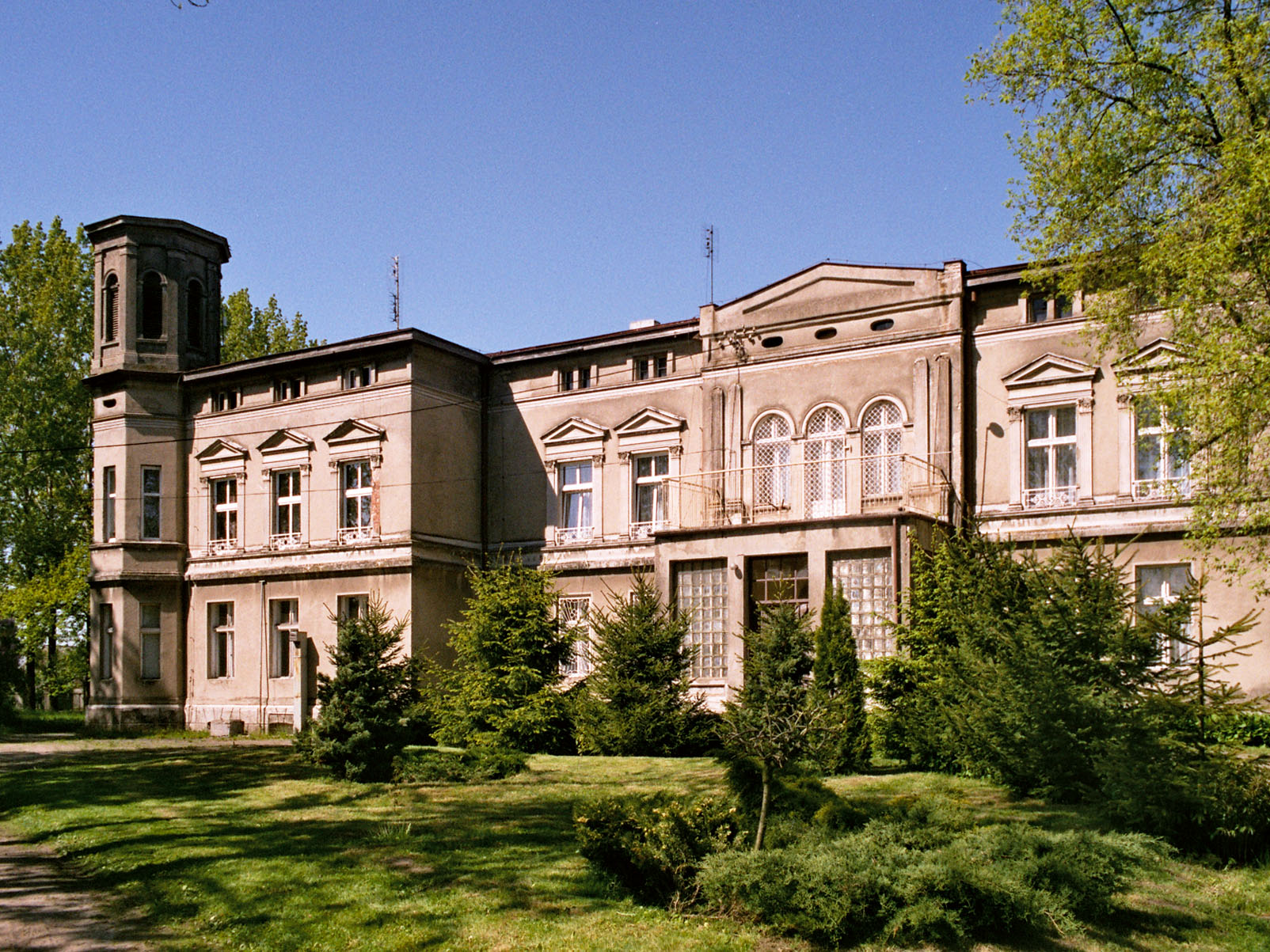

- Neorenesansowy pałac zbudowany w 1918 roku przez rodzinę Weinschenk[7] z ośmioboczną wieżą i kaplicą. Przy pałacu znajdują się pozostałości po parku krajobrazowym, zabudowania gospodarcze oraz boisko do gry w piłkę nożną. W okresie po II wojnie światowej mieściła się w pałacu szkoła podstawowa, która została zlikwidowana w 1999 roku, kiedy w życie weszła reforma ustanawiająca gimnazja. W ostatnim etapie istnienia placówki kształciła ona dzieci w klasach 1-3.
- W pałacu ma swoje miejsce kaplica rzymskokatolicka pw. Chrystusa Króla Wszechmogącego. Została poświęcona w 1948 roku i działa do dziś. Msze święte odprawiane są w piątki, niedziele i święta. Kaplica może pomieścić około 300 osób[7].
- Pierwsza wzmianka o wsi pochodzi z 1414 r., kiedy to w aktach magistratu toruńskiego zapisany został Henryk Lulkau, który rzekomo nadał jej nazwę od swego nazwiska[potrzebny przypis].
- W 1897 roku na uboczu wsi powstał cmentarz ewangelicki. Najstarsze zachowane nagrobki posiadają daty: 1909 i 1914. Dawniej jego obszar wynosił 0,28 ha; a obecnie tylko 0,16 ha. Zamknięty został w 1945 i przeszedł na własność Skarbu Państwa. W 2013 r. teren cmentarza, do tej pory zaniedbany, został uporządkowany z inicjatywy lokalnego stowarzyszenia, przy udziale mieszkańców wsi[8].
- Przed II Wojną Światową W miejscowości mieścił się Urząd Stanu Cywilnego, Posterunek Policji Państwowej oraz budynek Poczty[9]. W 1923 roku Lulkowo zamieszkiwało około 440 osób[9].
- W języku niemieckim wieś była znana pod nazwą Lulkau. Pod taką nazwą widnieje na mapie z 1892 roku.[10]Mapa Lulkowa z 1909 r.

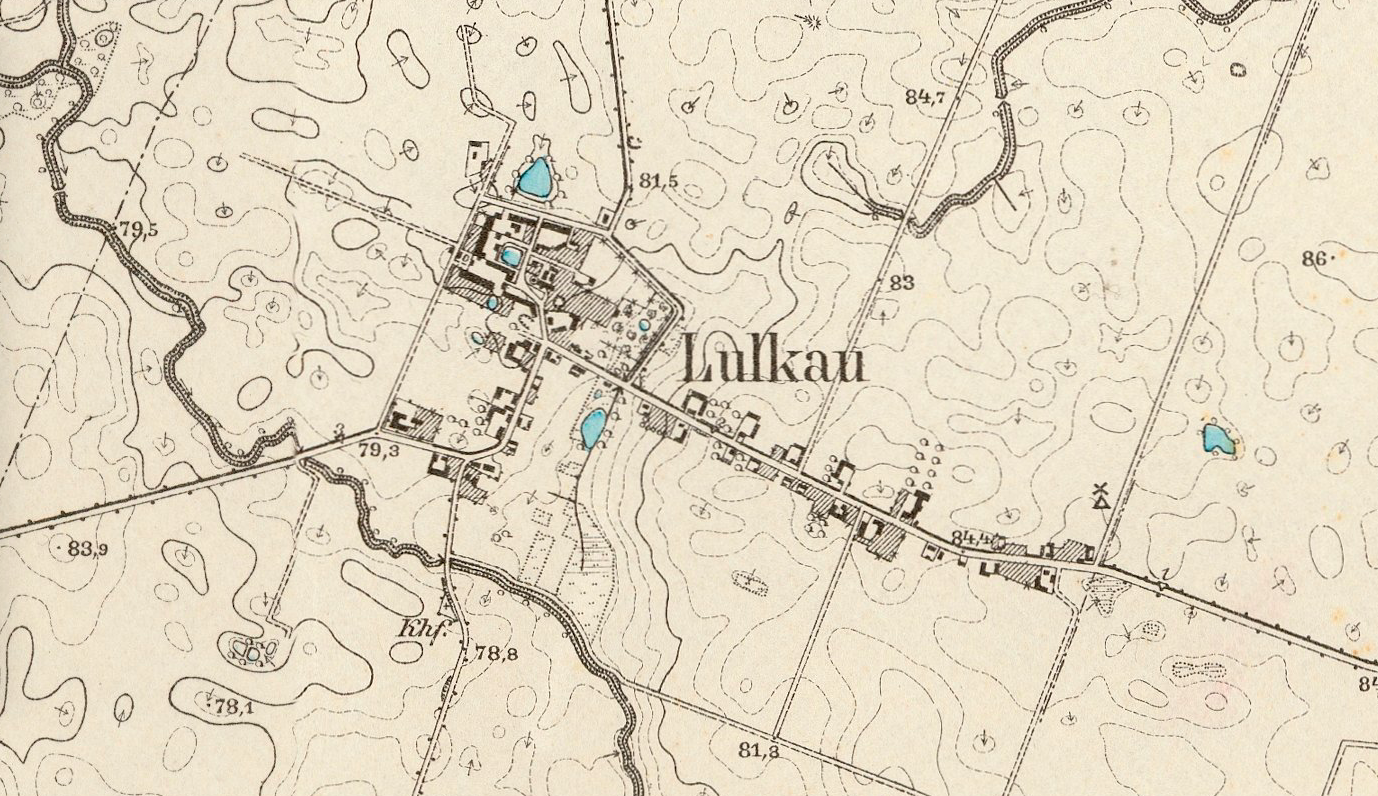
Mapa Lulkowa z 1909 r.